# Goytacaz Futebol Clube
El Goytacaz Futebol Clube es un equipo de fútbol de Brasil que juega en el Campeonato Carioca Segunda División, la segunda división del estado de Río de Janeiro. Además llegó a jugar en el Campeonato Brasileño de Serie A, la máxima categoría del fútbol brasileño.

## Historia
Fue fundado el 20 de agosto de 1912 en el municipio de Campos dos Goytacazes en el estado de Río de Janeiro luego de un desentendimiento de un grupo de remeros del CRN Campista que les negó un barco para cruzar el Río Paraíba do Sul. El nombre del club es un homenaje a los primeros habitantes de la ciudad: los indios goytacazes, que según el historiador Eduardo Bueno, eran los más feroces del territorio actualmente conocido como Brasil, además de ser unos grandes nadadores, lo que les daba ventaja en las batallas.
Fue el tercer equipo del antiguo estado de Río de Janeiro en jugar un partido en el Maracaná en noviembre de 1963 en un partido que terminó 2-2 ante el Madureira EC, y un año después juega por primera vez en el Campeonato Brasileño de Serie A, anteriormente conocida como Taça Brasil como el representante del estado de Río de Janeiro en donde fue eliminado en la primera ronda por el Rio Branco Atlético Clube del estado de Espírito Santo por un marcador global de 1-4, finalizando en el lugar 21 entre 22 equipos.
Tres años después regresaría a jugar en la primera división nacional en donde ganó su ronda de clasificación para luego ser eliminado en la segunda ronda 2-7 por el Atlético Mineiro del estado de Minas Gerais, finalizando en noveno lugar de la liga entre 21 equipos. Un año después regresan a la primera división nacional como campeón Fluminense, donde eliminaron en la primera ronda 2-1 al Desportivo Capixaba del estado de Espírito Santo, pero sería eliminado en la segunda ronda por el Atlético Goianiense del estado de Goiás al no presentarse al partido de desempate, con lo que volvieron a terminar en noveno lugar de la liga entre 21 equipos.
Nueve años después regresan al campeonato Brasileño de Serie A, conocido como Taça Ouro, en donde superaron la primera ronda al terminar en tercer lugar en su zona pero es eliminado en la segunda ronda al terminar en cuarto lugar en su grupo, a solo un punto de la clasificación, finalizando en el lugar 31 entre 62 equipos. Al año siguiente regresan a la primera división nacional donde superan la primera ronda al finalizar en sexto lugar de su grupo, en la segunda ronda clasificaron como quinto lugar pero termina eliminado en la tercera ronda luego de terminar en último lugar en su zona entre ocho equipos para terminar en el lugar 30 entre 74 equipos.
En 1979 juega en la primera división nacional por tercera ocasión consecutiva donde fue eliminado en la segunda ronda al terminar en último lugar en su zona para quedar en el lugar 58 entre 94 equipos, la que actualmente ha sido su última aparición en el Campeonato Brasileño de Serie A.
En 1980 juegan por primera vez en el Campeonato Brasileño de Serie B en donde finalizaron en el lugar 41, en una de cinco temporadas que jugaron en la segunda división nacional durante la década de los años 1980, destacando la temporada de 1985 en la que terminaron en segundo lugar.

## Palmarés

### Estatal
- Campeonato Carioca Segunda División: 2

1982, 2017
- Copa Santos Dumont: 1

2017
- Campeonato Carioca Tercera División: 1

2011
- Campeonato Fluminense: 5

1955, 1963, 1966, 1967, 1978
- Supercampeonato Fluminense: 1

1955

### Municipales
- Campeonato Campista: 20

1914, 1920, 1926, 1932, 1933, 1940, 1941, 1942, 1943, 1945, 1948, 1951, 1953, 1954, 1955, 1956, 1959, 1960, 1966, 1977
- Torneo Inicio Campista: 11

1952, 1953, 1954, 1955, 1956, 1959, 1960, 1966, 1968, 1969, 1972
- Torneo Ciudad de Campos: 3

1970, 1976, 1978

## Jugadores

### Jugadores destacados
- Abel Braga
- Amarildo

## Galería

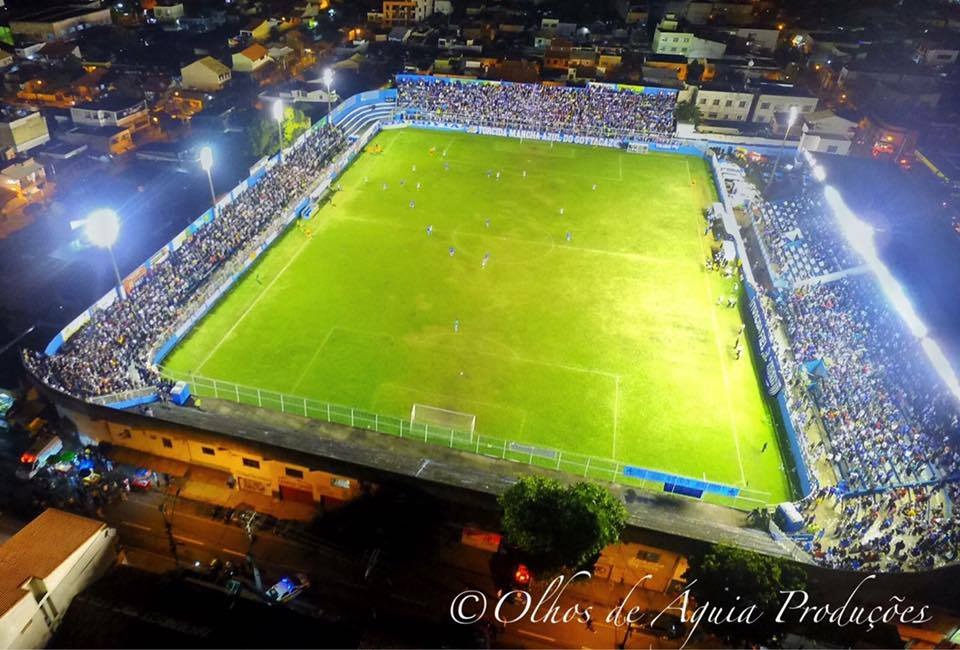
El Estádio Ary de Oliveira e Souza en 2017.
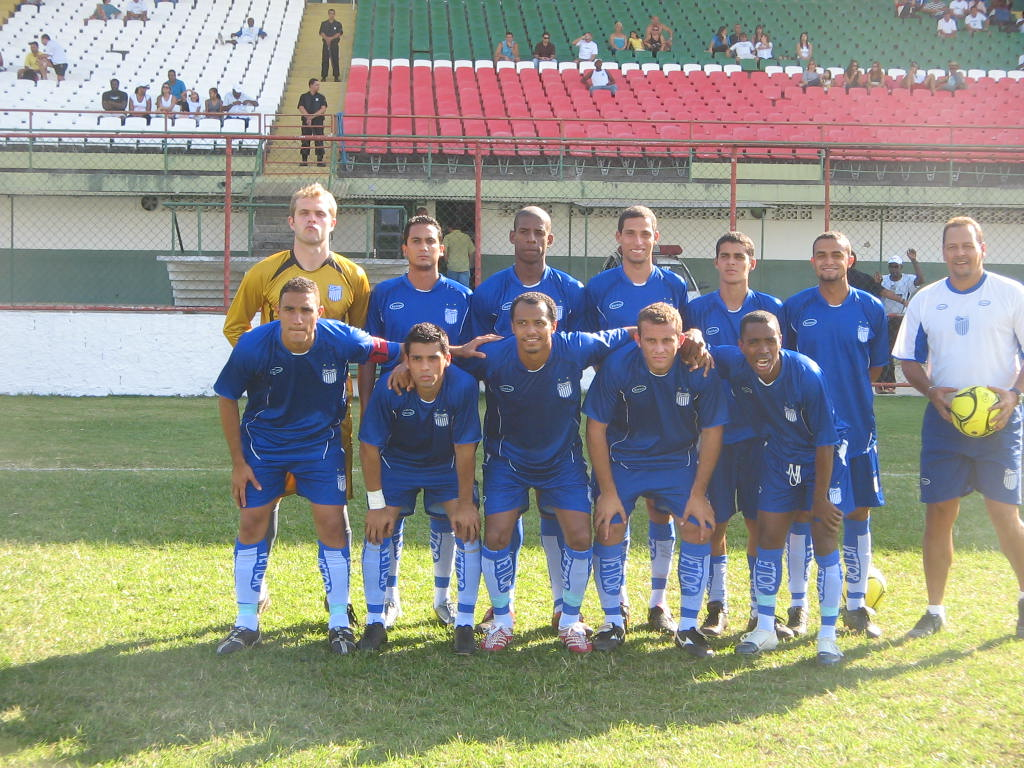
Equipo 2007.
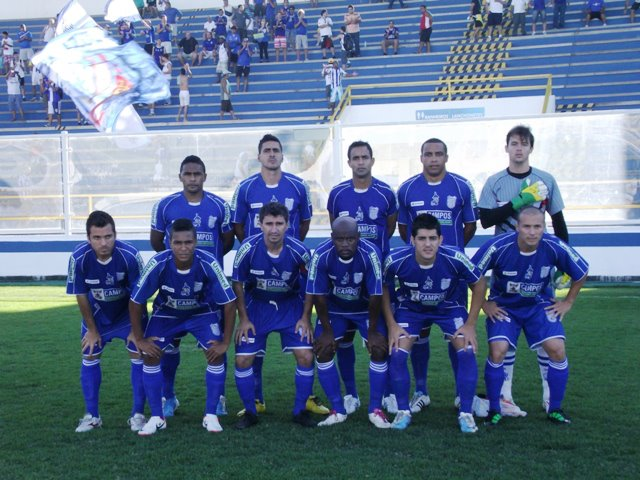
Equipo 2012
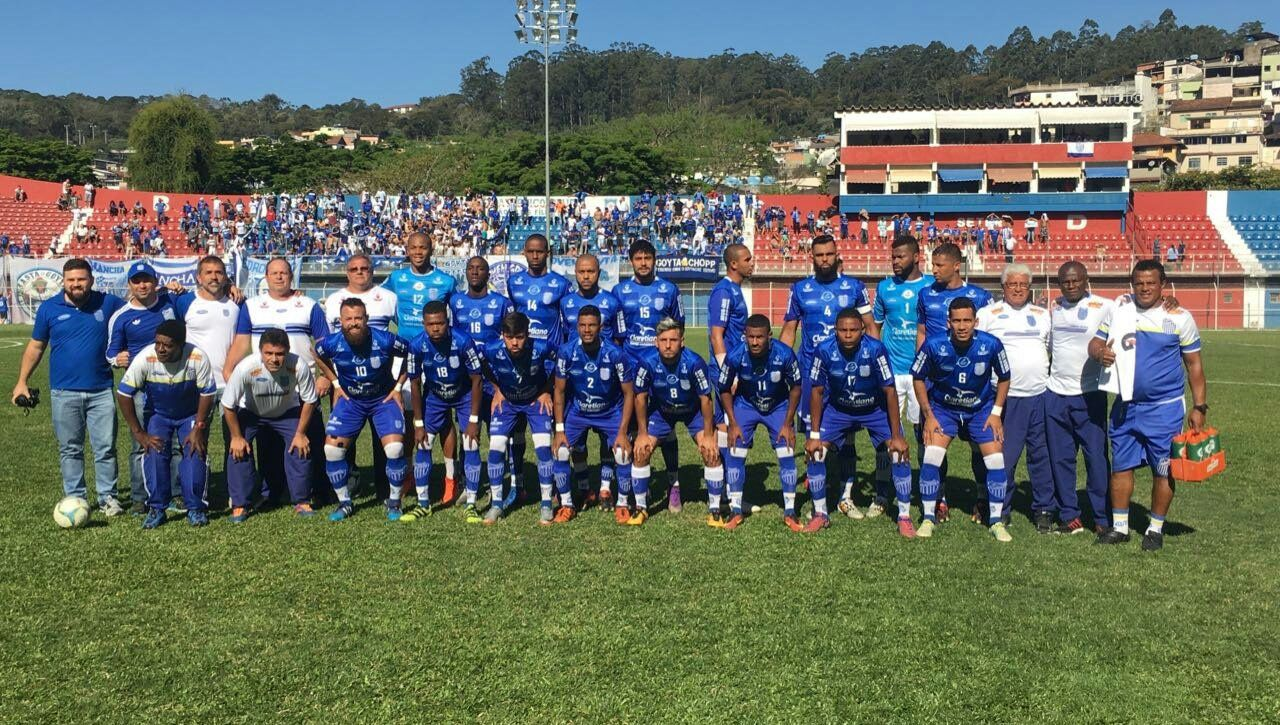
Equipo 2018